# Мара Пенкова
Мара Георгиева-Старша Пенкова е българска драматична актриса, режисьорка, създателка на Столичен куклен театър.

## Биография
Родена е в Казанлък на 27 ноември 1884 г., в семейството на интелектуалци. Нейна сестра е Мара Г. Пенкова, създател на „Театър на селото“. Неин брат е Иван Пенков.  Дебютът ѝ е в „Театър Студия“ на И. Даниел. Играе и в Кукления театър към Славянска беседа. Посещава школата на Николай Масалитинов. През 1921 г. започва театралната си дейност в Народния театър в ролята на Кърмачката в „Елга“ на Г. Хауптман. През 1942 – 1943 г. изучава куклен театър в Германия с подкрепата на Министерство на народното просвещение и Народния театър. От 1946 до 1948 г. е режисьорка в детския отдел на Радио „София“. През 1945 г. създава „Детски куклен театър“, от 1946 г. „Колективен куклен театър“. Директорка (1946-1959) и режисьорка (1948-1959) на Централен куклен театър. Специализира куклено театрално изкуство в Москва през 1952 и 1956 г. Почива на 16 октомври 1959 г. в София.

## Роли
Мара Пенкова играе множество роли, по-значимите са:
- Фросина – „Ивайло“ от Иван Вазов
- Финка – „Снежната царкиня“ от Ханс Кристиян Андерсен[1]

## Постановки
- „Лилянка“ – Леда Милева
- „Червената кокошчица“ – Леда Милева
- „Пепеляшка“ – Дора Габе[1]